# 魏木村
魏木村，臺灣無黨籍政治人物，曾任兩屆花蓮市市長，2004年曾任总统陳水扁輔選重要幹部。

## 政治生涯
1992年代表中國國民黨參選花蓮縣第二屆立法委員選舉時爆發花蓮立委選舉集體作票事件，魏木村、其胞弟魏東河及選務人員等於12月19日集體將大批空白選票蓋章後投入票箱致開票數多於領票數，多出的736張幽靈選票使民主進步黨所徵召的前主席黃信介以62票落後。花蓮地檢署當時有兩名年輕檢察官洪政和與賴慶祥決定重驗花蓮市的選票，查出作票實據。偵辦該案的洪政和檢察官記述：「魏東河事先買通投票日將擔任投開票所工作人員的花蓮市公所職員和清潔隊員工十餘人，多次聚會研究做票方式及作票時機，利用投票日中午民眾較少、較容易下手時段，私拿選票通通蓋給魏木村，再將之投入票匭，配合開票時無人清點投票名冊上領票人數之盲點，掩飾其作票勾當，達成使魏木村當選之目的。」魏東河、時任花蓮市公所民政課長黃某某及兵役課長葛某某等3人於1993年1月11日遭逮捕。魏木村、魏東河均因作票和買票賄選而分別被判有期徒刑一年與兩年十個月並於1998年入獄（魏木村妻陳麗華及受賄之民眾10人均因賄選案被起訴），是中國國民黨候選人作票遭判處有期徒刑且當選無效的歷史紀錄。
2003年客委會主委葉菊蘭透過民主進步黨輔選重要幹部的魏木村號召約百位泛藍民代、地方仕紳，與總統陳水扁共進午餐，拔樁意味濃厚，魏木村表示「由藍轉綠，全力支持陳水扁總統連任」，民進黨成功拔樁。

## 家屬
魏木村屬於花蓮地方派系魏家。
其父母以殯葬業起家。